# Pteris oppositipinnata
Pteris oppositipinnata är en kantbräkenväxtart som beskrevs av Fée. Pteris oppositipinnata ingår i släktet Pteris och familjen Pteridaceae. Inga underarter finns listade.